# Монровія (Індіана)
Монровія (англ. Monrovia) — місто (англ. town) в США, в окрузі Морган штату Індіана. Населення — 1643 особи (2020).

## Географія
Монровія розташована за координатами 39°34′59″ пн. ш. 86°28′35″ зх. д. / 39.58306° пн. ш. 86.47639° зх. д. (39.583121, -86.476347).  За даними Бюро перепису населення США в 2010 році місто мало площу 4,59 км², з яких 4,59 км² — суходіл та 0,00 км² — водойми.

## Демографія
Згідно з переписом 2010 року, у місті мешкали 1063 особи в 365 домогосподарствах у складі 288 родин. Густота населення становила 232 особи/км².  Було 402 помешкання (88/км²).
Расовий склад населення:
| - 97,3 % — білих - 1,4 % — чорних або афроамериканців - 0,6 % — азіатів - 0,1 % — корінних американців |

До двох чи більше рас належало 0,5 %. Частка іспаномовних становила 1,2 % від усіх жителів.
За віковим діапазоном населення розподілялося таким чином: 31,1 % — особи молодші 18 років, 62,0 % — особи у віці 18—64 років, 6,9 % — особи у віці 65 років та старші. Медіана віку мешканця становила 31,2 року. На 100 осіб жіночої статі у місті припадало 97,2 чоловіків;  на 100 жінок у віці від 18 років та старших — 91,6 чоловіків також старших 18 років.
Середній дохід на одне домашнє господарство  становив 71 761 долар США (медіана — 59 750), а середній дохід на одну сім'ю — 80 009 доларів (медіана — 63 833). Медіана доходів становила 44 318 доларів для чоловіків та 41 136 доларів для жінок. За межею бідності перебувало 11,7 % осіб, у тому числі 13,6 % дітей у віці до 18 років та 2,5 % осіб у віці 65 років та старших.
Цивільне працевлаштоване населення становило 798 осіб. Основні галузі зайнятості: транспорт — 17,2 %, роздрібна торгівля — 17,2 %, освіта, охорона здоров'я та соціальна допомога — 14,5 %, будівництво — 14,4 %.